# Vlado Kambovski

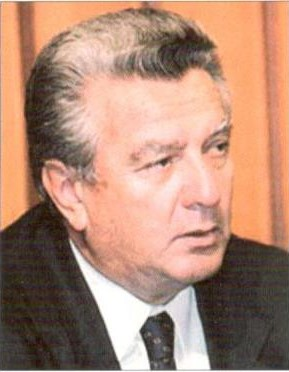
Vlado Kambovski

Vlado Kambovski (maz. Владо Камбовски; * 5. Januar 1948 in Bitola) ist ein mazedonischer Kriminologe und Politiker.

## Leben
Er studierte Rechtswissenschaft an den Universitäten in Skopje und Zagreb. Er promovierte 1980 mit einer Arbeit über Unterlassungsdelikte, im gleichen Jahr wurde er Assistenzprofessor an der Universität Skopje. Seit 1992 ist er dort ordentlicher Professor, seit 2006 gehört er der Mazedonischen Akademie der Wissenschaften und Künste an.
Von 1986 bis 1989 war er Stellvertretender Vorsitzender des Exekutivrates der Volksversammlung der SR Mazedonien (d. h. der Republikregierung). Von 1989 bis 1992 gehörte er dem Bundesexekutivrat der Sozialistischen Föderativen Republik Jugoslawien unter Ministerpräsident Ante Marković als Justizminister an. Vom 30. November 1998 bis zum 27. Dezember 1999 war er mazedonischer Justizminister im ersten Kabinett der konservativen Regierung unter Ministerpräsident Ljubčo Georgievski. Er gehörte der Partei Demokratska Alternativa an, die als kleiner Koalitionspartner mit Georgievskis VMRO-DPMNE sowie der Partia Demokratike Shqiptare eine Regierung bildete. Ende 1999 verließ die Demokratska Alternativa die Regierung, die nun nur noch über eine hauchdünne Mehrheit im Parlament verfügte.

## Werke
- Korupcijata-najgolemo opštestveno zlo i zakana za pravnata država (Korruption – das größte Übel für das Gemeinwohl und die Gesetze des Rechtsstaates); mit Petar Naumoski, 2002 ISBN 9989-9650-3-X.
- Kazneno pravo, opšt del (Strafrecht, allgemeiner Teil), 2. Aufl. 2005 ISBN 9989-32-409-3.